# Leucocroton subpeltatus
Leucocroton subpeltatus är en törelväxtart som först beskrevs av Ignatz Urban, och fick sitt nu gällande namn av Brother Alain. Leucocroton subpeltatus ingår i släktet Leucocroton och familjen törelväxter. Inga underarter finns listade i Catalogue of Life.